# حمام الميدان (بغداد)
حمّام الميدان من حمامات بغداد العامة القديمة في الجانب الشرقي من بغداد في سوق محلة الميدان، وهما حمامان واحد للرجال وآخر للنساء، وأشارت إليهما الوقفية المؤرخة في 7 شعبان 1244ه‍، والتي جاء فيها، انه قد وقف عبد الرحمن بن الحاج مصطفى حصتين من خمس حصص من نصف حمامي النساء والرجال الواقعين في سوق الميدان . وكذلك جاءت الإشارة إلى الحمام المخصص للنساء والواقع في محلة الميدان وقد اوقفته فاطمة بنت صافي بنت يمنجي علي، على أولادها وأولاد أولادها بموجب الوقفية المؤرخة في صفر سنة 1313ه‍/1895م.